# Sean Riley & the Slowriders
Sean Riley & the Slowriders ist eine portugiesische Rockband aus Coimbra.

## Geschichte
Die Band tat sich 2006 in der Universitätsstadt Coimbra zusammen. Sie begann als Trio, mit dem Sänger Afonso Rodrigues (unter seinem namensgebenden Pseudonym Sean Riley), dem Bassisten Bruno Simões, und dem Schlagzeuger und Organisten Filipe Costa. Beeinflusst von Namen wie Velvet Underground, Bob Dylan oder Johnny Cash, entwickelten sie fortan ihre Spielart der Americana-Musik.
Sie veröffentlichten 2007 ihr Debütalbum, das ihnen erste Aufmerksamkeit in der Musikszene Portugals einbrachte. In der Folge gaben sie zahlreiche Konzerte, beispielsweise in Lissabon, mit Aimee Mann im Coliseu dos Recreios und mit José González in der Aula Magna.
Ihr zweites Album Only Time Will Tell wurde auch international vertrieben und erhielt wohlwollende Kritiken. Dem Album folgten zahlreiche weitere Konzerte im In- und Ausland, darunter beim Eurosonic Festival 2011 in Groningen. Am 21. März 2011 trat die Gruppe im Rockpalast des WDR auf.
2011 erschien ihr drittes Album It's Been a Long Night, das sowohl als CD, als auch als LP veröffentlicht wurde. Sie stellten es live unter anderem auf dem Festival Festa do Avante! vor. Das Album stieg auf Platz 3 der portugiesischen Albumcharts ein.

## Diskografie

### Alben
- 2007: Farewell
- 2007: Moving On
- 2009: Only Time Will Tell
- 2011: It’s Been a Long Night
- 2016: Sean Riley & the Slowriders
- 2021: Life